# Masacre de la escuela amish
La masacre de la escuela amish se refiere al ataque ocurrido en la escuela West Nickel Mines, una escuela amish en Bart Township, en el condado de Lancaster, Pensilvania, Estados Unidos, el 2 de octubre de 2006. Un hombre armado, Charles Carl Roberts IV de 32 años, tomó como rehenes y finalmente tiroteó y mató a cinco niñas (de entre 6 y 13 años) antes de suicidarse en la misma escuela.
El énfasis en el perdón y la reconciliación en la respuesta de la comunidad amish fue ampliamente discutida en los medios estadounidenses. La escuela West Nickel Mines fue destruida y se construyó una nueva escuela, la escuela New Hope (Nueva esperanza), en otro emplazamiento.

## Víctimas

### Muertos
- Naomi Rose Ebersol, de 7 años, murió en la escena.[7][8]
- Marian Stoltzfus Fisher, de 13 años, murió en la escena.[8][9]
- Anna Mae Stoltzfus, de 12 años, fue declarada muerta al llegar al Hospital General de Lancaster, Pensilvania, el 2 de octubre de 2006.[8][10]
- Lena Zook Miller, de 7 años, falleció en el Centro Médico estatal Milton S. Hershey en Hershey (Pensilvania) el 3 de octubre de 2006.[11]
- Mary Liz Miller, de 8 años, falleció en el Hospital Christiana en Newark, Delaware, el 3 de octubre de 2006.[12]

### Heridos
Todas las escolares amish supervivientes fueron hospitalizadas. Entre las heridas de gravedad se encontraron:
- Rosanna King, de 6 años, se le retiró la asistencia artificial en el Centro Médico estatal Milton S. Hershey y fue enviada a casa por petición de su familia el 4 de octubre de 2006.[13] Algunos informes afirman que la niña mostró signos de recuperación y que fue enviada de regreso al hospital. Su condición mejoró, aunque siguió estando muy alterada por el tiroteo.[11][14]
- Rachel Ann Stoltzfus, 8 años de edad[15]
- Barbie Fisher, de 10 años[16]
- Sarah Ann Stoltzfus, de 12 años.
- Esther King, de 13 años.

Las niñas heridas en el tiroteo tuvieron un considerable progreso en el año posterior a la masacre. Sara Ann Stoltzfus no recuperó la visión completa en el ojo izquierdo, pero regresó a la escuela, aunque no se esperaba que sobreviviera. Barbie Fisher solía jugar softball, pero ha debido pasar por otra operación de hombro para fortalecer su brazo derecho. Rachel Ann Stoltfus regresó a la escuela meses después del ataque. Esther King también regresó a la escuela meses después del ataque, se graduó y empezó a trabajar en la granja familiar.
No se esperaba que la víctima más joven, Rosanna King, de 6 años, sobreviviera y fue enviada a casa. Tenía heridas serias en el cerebro y, hasta diciembre de 2009, no caminaba o hablaba. Está confinada a una silla de ruedas, aunque se dice que reconoce a miembros de la familia y sonríe con frecuencia.